# Karaja
Ivana Karaja (pronuncia-se Kar-ay-ya) (nascida em 1978, Berlin) é uma cantora de música eletrônica da Alemanha.
É conhecida pela sua música de maior sucesso, She Moves (La La La).